# 証券取引特別調査官
証券取引特別調査官（しょうけんとりひきとくべつちょうさかん）は、証券取引等監視委員会事務局特別調査課に属する職員の代表的な肩書。

## 任務
具体的には以下のような犯則事件の調査に関連した権限を有している。
- 質問

- 検査

- 領置

- 臨検、捜索、差押え